# Arizona Junior
Arizona Junior (eng. Raising Arizona) je komedija braće Coen iz 1987. s Nicolasom Cageom, Holly Hunter, Williamom Forsytheom, Johnom Goodmanom, Frances McDormand i Randallom 'Texom' Cobbom. Iako nije postigao značajniji komercijalni uspjeh u vrijeme objavljivanja, film je postao kultni klasik. Tipični izdanak braće Coen, film nabijen simbolizmom, vizualnim skečevima, jodlajućom folk glazbom, nekonvencionalnim likovima, šarenilom, patosom i svojstvenim dijalozima. Američki filmski institut uvrstio ga je na 31. mjesto najsmješnijih filmova svih vremena.

## Radnja
Sitni kriminalac iz Arizone "H.I." McDunnough (poznat kao "Hi") i policajka Edwina (poznata kao "Ed") upoznaju se nakon fotografiranja u policijskoj postaji recidivista Hi-ja tijekom njegovih mnogih posjeta njezinoj postaji. Nakon što je ostavi zaručnik, Ed se zaljubi u Hi-ja. Ubrzo uslijedi vjenčanje. Hi obećava da će se promijeniti.
Useljavaju se u mobilnu kućicu, a Hi se zapošljava u mehaničarskoj radionici. Nakon nekoliko pokušaja da dobiju dijete, Ed otkriva da je neplodna. Par ne može usvajati zbog Hi-jeve kriminalne prošlosti. Saznaju kako je lokalni tajkun Nathan Arizona dobio petorke; Hi i Ed odlučuju oteti jedno od petero djece. Nakon gotovo katastrofalnog starta, Hi uspijeva oteti Nathana Juniora (ili to on barem misli, što ostaje nejasno).
Hi i Ed vraćaju se kući gdje ih ubrzo posjećuju njegovi zatvorski drugovi, Gale Snoat i njegov brat Evelle, koji su se tek izvukli iz zatvora prokopavši tunel. Pod utjecajem dvojice braće, prijeti opasnost da će se Hi vratiti starim navikama, što ga počinje uvjeravati kako on i Ed nisu jedno za drugo. Njihovi problemi se pogoršavaju nakon što Hi-jev šef, Glen, predloži da zamijene žene, a Hi ga napadne.
Te noći, Hi ukrade pelene i novac iz trgovine i upušta se u divlju jurnjavu s policijom, naoružanim blagajnikom i čoporom pasa po lokalnoj četvrti. Ed odlazi bez njega, ali se na kraju predomisli i pokupi ga.
U kući McDunnoughovih, Glen se zaustavlja kako bi službeno otpustio Hi-ja i "Juniorov" pravi identitet pa postavlja Hi-ju ultimatum: da pusti bebu da je odgoje Glen i njegova žena, ili će ih Glen predati u zamjenu za nagradu.
Gale i Evelle načuju ovaj razgovor i odluče izdati Hi-ja pa uzimaju Juniora kako bi ga predali za nagradu. Gale i Hi se potuku i unište unutrašnjost kućice, nakon čega Hi ostaje svezan. Gale i Evelle odlaze kako bi orobili banku s Juniorom na stražnjem sjedalu. Nakon što Ed stiže kući, pronalazi pretučenog i svezanog Hi-ja i saznaje da je dijete oteto. Unatoč sve hladnijem odnosu, Ed i Hi se naoružaju i odlaze kako bi vratili dijete. Hi priznaje Ed "Bila si u pravu, ja nisam, dušo. Slijepac bi to vidio." Hi zatim nabija pušku i uzvikuje "Idemo po Nathana Juniora!"
Dok su se prethodni događaji odvijali, Nathana Arizonu starijeg posjećuje okrutni korpulentni biker/lovac na nagrade Leonard Smalls, koji ponudi da će mu pronaći sina za dvostruku nagradu od one koja je objavljena. Iako policijske pokušaje smatra jalovim, Nathan stariji odbija ponudu. Smalls odlučuje ipak pronaći dijete i prodati ga na crnom tržištu, što se i njemu samom dogodilo kad je bio dijete. Daje se u potjeru za Galeom i Evelleom, koristeći miris gela za kosu dvojice braće. Provaljuje u napuštenu kućicu McDunnoughovih i pronalazi novinski isječak o banci koju su ova dvojica opljačkali.
Gale i Evelle uspješno opljačkaju banku, ali im Junior ostaje na cesti u svojoj auto-sjedalici. Nevolje im se još povećavaju nakon što im u vreći s novcem eksplodira anti-lopovska boja, obojivši i njih i unutrašnjost auta u plavo. Natrag u banci, Smalls stiže i stavlja Juniorovu auto-sjedalicu na svoj motor, tik ispred Ed i Hi-ja. Okreće se kako bi ih dokrajčio. Ed zgrabi dijete i pobjegne; Hi uspijeva zadržati Smallsa, ali ga biker počinje mučiti. Nakon što je bacio Hi-ja na zemlju, uzima dvije spojene sačmarice kako bi ga dokrajčio. Hi podiže ruku kako bi otkrio da je izvukao iglu iz jedne od mnogih ručnih bombi koje vise na Smallsovoj jakni. Smalls pokuša baciti puške i riješiti se bombe prije nego što eksplodira, no biva raznešen u komadiće.
Hi i Ed potajno vraćaju Nathana Juniora u njegov dom. Kad su ga stavljali u kolijevku, ulazi Nathan stariji i saznaje zašto su mu oteli sina. Nakon što su mu rekli da se rastaju, on im savjetuje da ne rade ništa naglo; možda će jednog dana medicina riješiti njihov problem, kao što je to slučaj s njim i njegovom ženom. Hi i Ed odlaze spavati u isti krevet, a Hi počne sanjati: Gale i Evelle vraćaju se u zatvor, Nathan Jr. postaje zvijezda američkog nogometa, Glen dobiva što zaslužuje, a možda će, samo možda, Hi i Ed ostati u braku mnogo godina, imati mnogo djece i živjeti zajedno na boljem mjestu. No, možda je samo sanjao Utah.

## Glumci
- Nicolas Cage - H.I. McDunnough
- Holly Hunter - Ed McDunnough
- John Goodman - Gale Snoats
- William Forsythe - Evelle Snoats
- Frances McDormand - Dot
- Randall 'Tex' Cobb - Leonard Smalls (Usamljeni biker Apokalipse)
- Trey Wilson - Nathan Arizona Sr.
- Sam McMurray -  Glen
- T.J. Kuhn - Nathan Arizona Jr.
- Lynne Dumin Kitei - Florence Arizona
- Warren Keith - Agent FBI-ja
- Jeff Hachtel - Blagajnik

## Produkcija
Scene u policijskoj postaji snimljene su u Tempeu u Arizoni, dok je obiteljski piknik gdje H.I. udara Glena snimljen u Lost Dutchman State Parku u Apache Junctionu, Arizona.
Beba na međunarodnom posteru je Max Bernis, pjevač grupe Say Anything. Njegov otac je dizajnirao poster i iskoristio njega kao model.

## Zarada
Film je zaradio 22,847,564 dolara u Americi i 6,332,716 dolara izvan SAD-a.

## Utjecaji
Nakon što Evelle i Gale pobjegnu iz zatvora, odlaze u toalet benzinske postaje kako bi se oprali. U toaletu na zidu piše "P.O.E." i "O.P.E.", referenca na film Dr. Strangelove, gdje su natpisi značili "Peace on Earth" i "Purity of Essence".
Leonard Smalls ima slično ime kao Lennie Smalls, iz novele O miševima i ljudima Johna Steinbecka. Obojica su korpulentni muškarci koji uništavaju stvari manje i slabije od njih, iako Leonard to čini namjerno. Lennie se želi riješiti zečeva, dok Leonard ubija jednog ručnom bombom.
Tekst predzadnjeg kadra na špici, koji prikazuje zahvalnost prema nekoliko indijanskih plemena s jugozapada oblikovan je na velikom glinenom loncu koje su izrađivala baš ta plemena.
Kad Hi odlazi na posao u tvornicu, njegov kolega (cameo nastup M. Emmeta Walsha) nosi kombinezon s natpisom, "Hudsucker Industries". Ime tvrtke potječe iz scenarija koji su braća Coen napisala nekoliko godina prije u suradnji sa Samom Raimijem, The Hudsucker Proxy (Mr. Hulahoop), koji su Coenovi ostavili po strani jer su znali da ne mogu skupiti dovoljno velik budžet kako bi ga propisno snimili. Film je na kraju snimljen i objavljen 1994. Ideja praćenja bjegunca pomoću mirisa njegova gela za kosu ponovno je iskorištena u filmu Coenovih iz 2000., Tko je ovdje lud?

## Soundtrack
Glazbu za Arizona Junior skladao je Carter Burwell kojemu je to bila druga suradnja s braćom Coen.
Zvukovi su miks orgulja, velikog zbora, bendža, zviždanja i jodlanja.
Teme su posuđene iz "Goofing Off Suite" koju je originalno snimio Pete Seeger 1955. Glazbenici koji su sudjelovali na snimanju bili su Ben Freed na bendžu, Mieczyslaw Litwinski na drombuljama i gitari, dok je za jodlanje bio zadužen John R. Crowder.
Izabrane pjesme iz Burwellova soundtracka za Arizona Junior objavljene su na albumu 1987., zajedno s izborima iz prvog filma Coenovih, Suvišna okrutnost.

### Popis pjesama
1. "Introduction - A Hole In The Ground" – 0:38
2. "Way Out There (Main Title)" – 1:55
3. "He Was Horrible" – 1:30
4. "Just Business" – 1:17
5. "The Letter" – 2:27
6. "Hail Lenny" – 2:18
7. "Raising Ukeleles" – 3:41
8. "Dream Of The Future" – 2:31
9. "Shopping Arizona" – 2:46
10. "Return To The Nursery" – 1:35

## Vanjske poveznice
- Arizona Junior u internetskoj bazi filmova IMDb-a
- Coenesque: Filmovi braće Coen
- You Know, For Kids! Raising Arizona  Arhivirana inačica izvorne stranice od 5. travnja 2008. (Wayback Machine)
- Box Office Report: Braća Coen  Arhivirana inačica izvorne stranice od 27. rujna 2007. (Wayback Machine)
- Scenarij
- Simbolizam i slike u Arizona Junioru  Arhivirana inačica izvorne stranice od 29. ožujka 2008. (Wayback Machine)